# Daisuke Jigen
Daisuke Jigen (parfois Isidore en version française) est l'un des personnages principaux du manga/anime Lupin III. C'est le plus proche associé/ami du héros Arsène Lupin III.
Jigen est un as de la gâchette. Il est capable de dégainer et de tirer très vite avec une précision extraordinaire avec n'importe quelle arme à feu. Il porte dans ce but un large chapeau qui dissimule ses yeux, le rendant encore plus mystérieux. L'épisode 152 de la seconde série animée ("veste rouge") lui attribuera le rôle de viseur: sans ce chapeau, il serait incapable de tirer. Cette théorie n'est cependant valable que pour cet épisode.
Malgré son nom, une célèbre rumeur prétend que Jigen n'est pas japonais mais un Américain sous pseudonyme. Dans son passé, il a servi dans l'armée.

## Inspirations
Monkey Punch, auteur du manga, raconte qu'il s'est inspiré d'un personnage interprété par James Coburn dans Les Sept Mercenaires pour créer Jigen.
Jigen a inspiré le personnage de Jet Black dans l'autre série d'anime Cowboy Bebop.[réf. nécessaire]

## Autres apparitions
Jigen a fait une apparition dans la série d'animation américaine Samouraï Jack, où il est représenté comme roux et habillé en blanc. Son personnage y est clairement fusionné avec celui de Lupin, agissant comme un gentleman cambrioleur.

On l'aperçoit aussi en simple figurant dans Gigi et Princesse Sarah.